# Chamaemyia juncorum
Chamaemyia juncorum – gatunek muchówki z rodziny srebrnikowatych i podrodziny Chamaemyiinae.
Gatunek ten opisany został w 1823 roku przez Carla Fredrika Falléna jako Ochtiphila juncorum.
Muchówka o ciele długości od 2,6 do 3,6 mm. Głowa jej jest nie dłuższa niż wysoka, zaopatrzona w szczecinki orbitalne i przyoczkowe, o jednolicie szarym czole. Barwa głaszczków jest bardzo ciemna, a czułków w całości czarna. Chetotaksja śródplecza obejmuje trzy pary szczecinek śródplecowych i jedną parę przedtarczkowych. Odnóża mają żółte golenie i stopy. Odwłok ma tergity bez czarnych przepasek. Narządy rozrodcze samca odznaczają się silnie rozszerzoną i z przodu zakrzywioną ku górze pod prawie prostym kątem podstawą fallusa.
Owad znany z Hiszpanii, Andory, Francji, Wielkiej Brytanii, Danii, Szwecji, Finlandii, Szwajcarii, Włoch, Polski, Litwy, Czech, Słowacji i Węgier.